# The Amity Affliction
I The Amity Affliction sono una band post-hardcore australiana di Gympie, nel Queensland, formatasi nel 2003. L'attuale formazione della band è composta da Jonny Reeves (voce pulita, basso), Joel Birch (voce sporca), Dan Brown (chitarra) e Joe Longobardi (batteria, percussioni).
I The Amity Affliction hanno pubblicato sei album in studio tra cui Severed Ties (2008), Youngbloods (2010), che ha debuttato al numero 6 di ARIA Charts, Chasing Ghosts (2012), che ha debuttato al numero 1 nelle classifiche ARIA, Let The Ocean Take Me (2014), This Could Be Heartbreak (2016) e Misery (2018). Tutti e tre debuttano al numero 1. Il 13 novembre 2015, The Amity Affliction ha anche pubblicato un singolo chiamato "Shine On". Sono noti per le loro canzoni molto personali, che spesso hanno a che fare con la depressione, l'ansia, l'abuso di sostanze e il suicidio, molti testi sono tratti dalle battaglie passate del cantante Joel Birch.

## Storia del gruppo

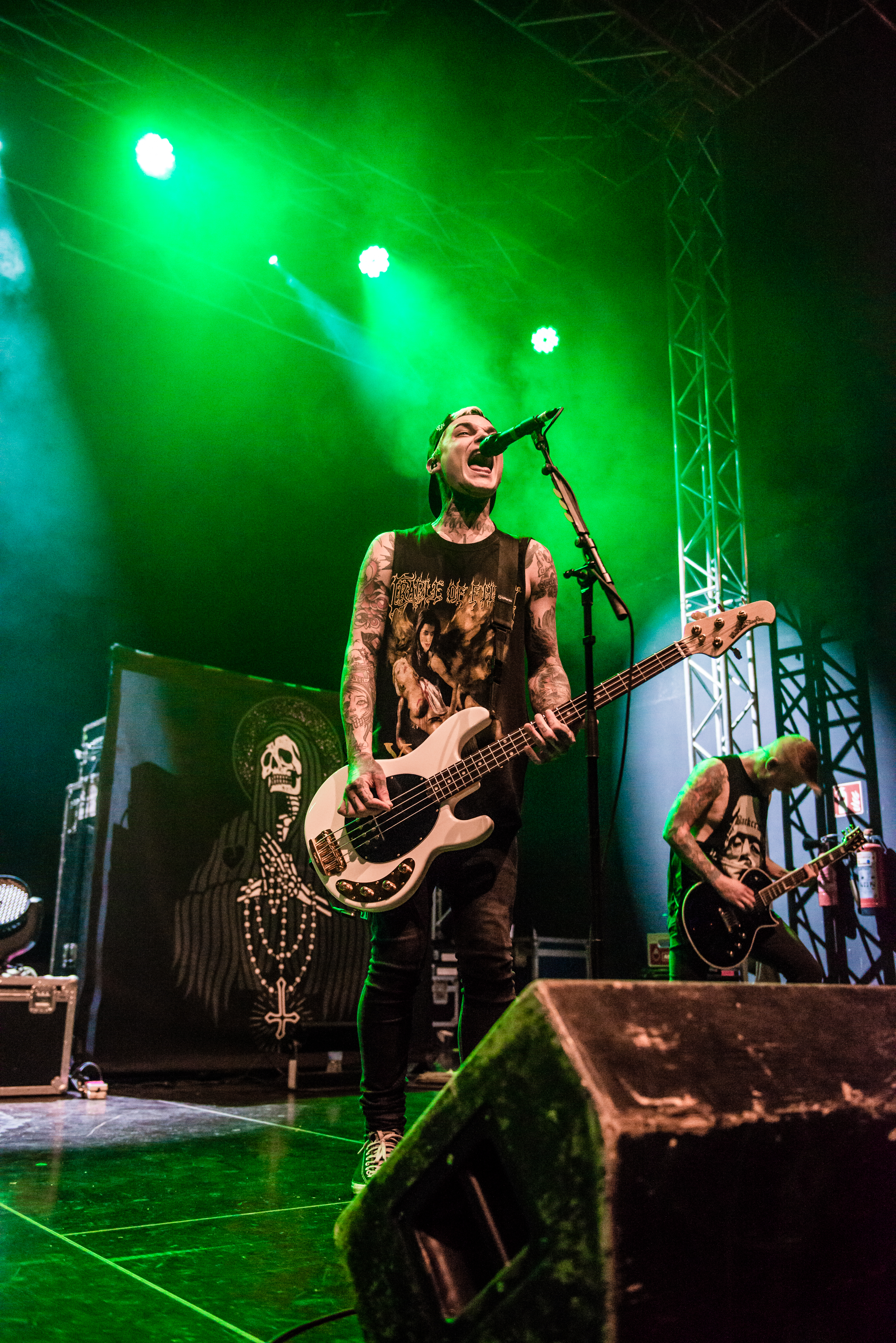
Il polistrumentista Ahren Stringer nel 2018

La band nasce da un'idea di Troy Brady e Ahren Stringer nel loro ultimo anno di liceo. Il nome The Amity Affliction fa riferimento ad un loro caro amico morto in un incidente stradale all'età di 17 anni. Insieme a Garth Buchanan al basso e Lachlan Faulkner alla batteria incidono la loro prima demo The Amity Affliction. Nel 2004 si unisce alla band Joel Birch come cantante e un anno dopo, nel 2005, pubblicano il loro primo EP.
Nel 2008 la band pubblica il primo album in studio, intitolato Severed Ties. L'album raggiunge la posizione numero 26 della Australian Album Charts.
È la prima registrazione con Ryan Burt alla batteria. Nel 2009 inizia il loro primo tour da headliner per tutta l'Australia.
Il 26 giugno 2010 la band pubblica il suo secondo lavoro in studio, intitolato Youngbloods, che debutta al numero 6 nella classifica ARIA. Nell'ottobre dello stesso anno la band viene pubblicata una compilation di vecchie demo chiamata Glory Days.
Il 30 maggio 2011 la band pubblica il video musicale della canzone Youngbloods, che segue quello di I Hate Hartley.
Nel 2011 la band intraprende un tour che li vedrà suonare in tutta l'Australia con il supporto degli Asking Alexandria ed altre band locali. Il 17 settembre 2011, durante uno show a Townsville, Joel Birch annuncia che stanno lavorando a un nuovo album che uscirà nel 2012. In un'intervista, sempre nel settembre 2011, Ahren Stringer conferma quanto detto da Birch. Nel febbraio 2012 la band firma un contratto con la Roadrunner Records.
Il 7 settembre esce il terzo album in studio della band Chasing Ghosts, che era stato preceduto dall'uscita del video ufficiale della omonima canzone il 15 agosto. Imran Siddiqi partecipa al terzo album anche se aveva già lasciato la band prima della data di uscita. Dopo l'uscita dell'album la band inizia un tour australiano supportati da Buried in Verona e Architects. Il 24 marzo 2013, con un annuncio ufficiale, Joel Birch dà il benvenuto a Dan Brown come chitarrista della band. Sempre nel 2013 la band prende parte al Warped Tour negli Stati Uniti.

Nel 2013 la band pubblica una demo di Cave In, un'anticipazione del loro successivo lavoro. Il primo singolo Pittsburgh estratto dal loro quarto album esce il 14 aprile, il secondo Don't Lean on Me esce il 15 maggio. Let the Ocean Take Me, questo il titolo del nuovo album di inediti, viene quindi pubblicato il 6 giugno 2014. Il 12 ottobre dello stesso anno Troy Brady annuncia che lascerà la band per motivi personali.

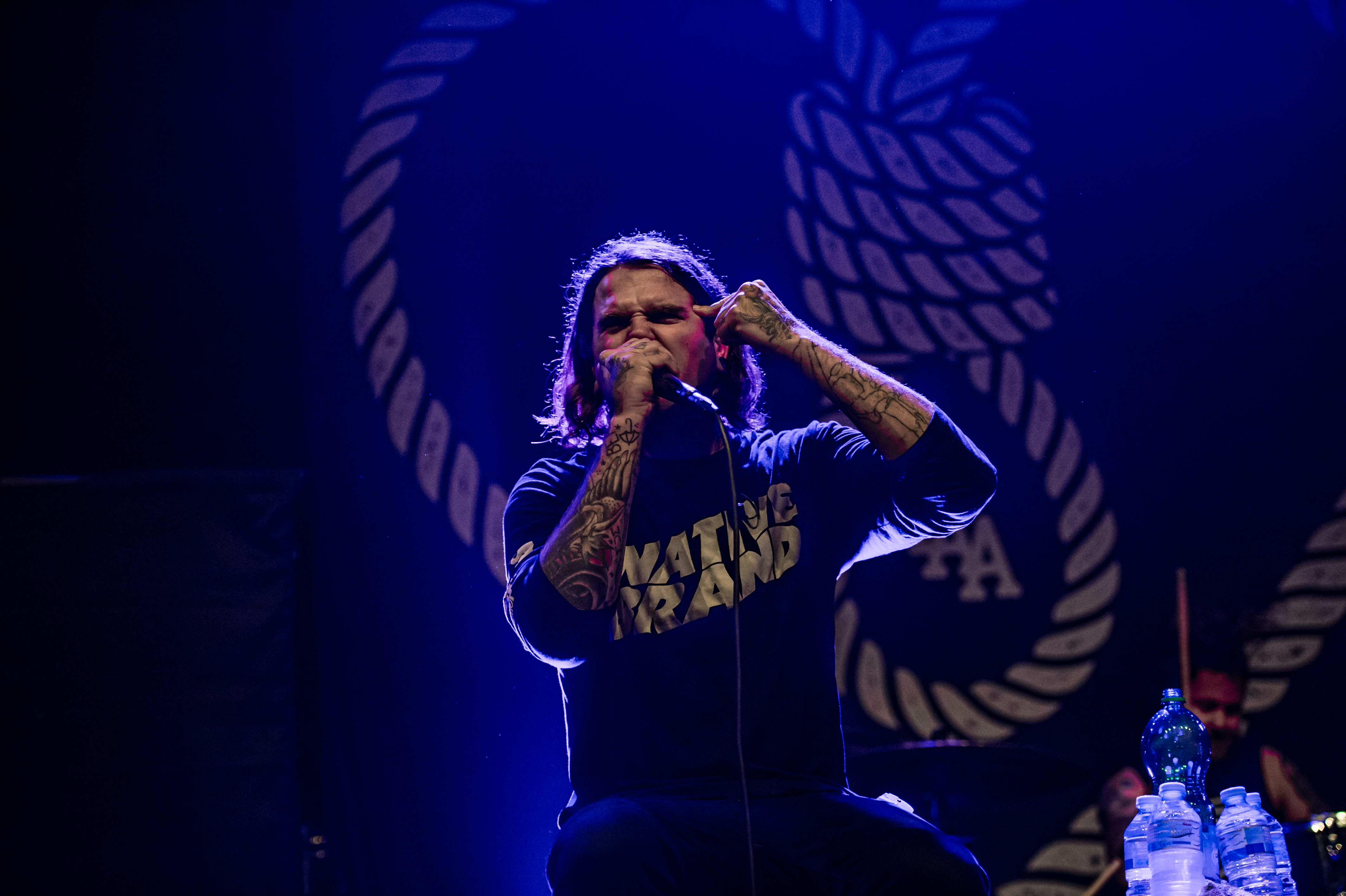
Il cantante della band Joel Birch nel 2018

Nel novembre 2015 viene pubblicato un nuovo singolo, intitolato Shine On.
Il 18 maggio 2016 viene pubblicato un nuovo singolo, intitolato I Bring the Weather with Me, che preannuncia il nuovo album This Could Be Heartbreak, in uscita il 12 agosto 2016. Il 9 agosto, la band ha pubblicato un video lirico per la canzone All Fucked Up su YouTube. La band è stata anche protagonista della compilation Fearless Punk Goes Pop Vol. 7 , che supera la canzone di successo di The Weeknd Can not Feel My Face.
Il 22 giugno 2017 è stato pubblicato un video musicale per la copertina. Amity Affliction ha annunciato ufficialmente che Ryan Burt ha lasciato la band a causa di problemi di salute mentale il 5 febbraio 2018.
Il 20 giugno 2018, The Amity Affliction ha pubblicato il primo singolo, Ivy (Doomsday), dal loro sesto album in studio, Misery. La band ha annunciato che l'album sarà pubblicato il 24 agosto attraverso la Roadrunner Records. La band ha pubblicato un video ufficiale insieme all'uscita di Ivy (Doomsday). La band pubblicò la canzone Feels Like I'm Dying come seconda parte del video Ivy (Doomsday). L'elenco ufficiale della traccia è stato infine rivelato sul sito web della band. È il loro quarto album di fila a colpire il numero 1 nella classifica degli album di ARIA.
Il 29 gennaio 2019 la band ha pubblicato un video musicale per "Drag The Lake", il primo a presentare il nuovo batterista e percussionista Joe Longobardi, che ha sostituito Ryan Burt dopo la sua partenza nel 2018. A settembre la band farà un tour della costa orientale australiana con Underoath, Crossfaith e Pagan.
Il 6 settembre 2019, la band ha pubblicato il suo nuovo brano, "All My Friends Are Dead", accompagnato da un video musicale. La canzone segna un ritorno agli elementi più pesanti della band; è la loro prima uscita con Pure Noise Records. Il 31 dicembre, è stato rivelato che la band avrebbe pubblicato il loro nuovo album il 21 febbraio 2020. La band ha anche pubblicato un'anteprima di una traccia.
L'8 gennaio 2020, la band pubblica il loro secondo singolo dall'uscita, "Soak Me in a Bleach", accompagnato da un video musicale.
Il 29 gennaio 2020, la band ha pubblicato il prossimo singolo dall'album "Catatonia", che si rifà al loro precedente suono più pesante.
Il 21 febbraio 2020 esce il loro settimo album in studio intitolato Everyone Loves You...Once You Leave Them.
Il 20 ottobre 2020 escono i singoli Midnight Train e Don't Wade in the Water.
Il 12 maggio 2023 esce l'album Not Without My Ghosts.

## Controversie

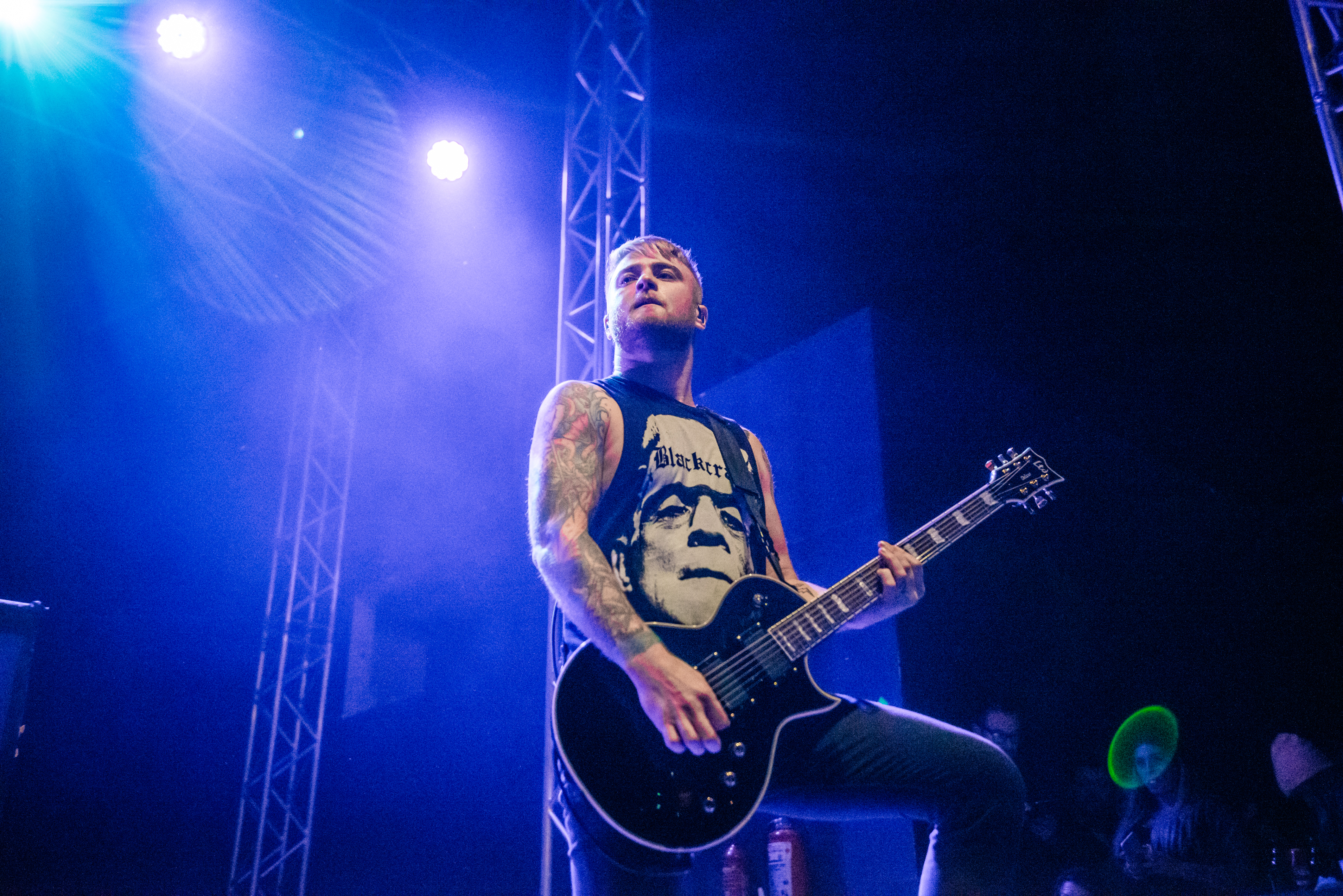
Il chitarrista Dan Brown in concerto

Poco dopo l'annuncio dell'album Chasing Ghosts, la copertina dell'album è stata rivelata. La copertina raffigura un uomo appeso a un albero che si ritiene si sia suicidato. La natura grafica di questa immagine ha causato molte polemiche tra i social media. La situazione era molto ironica a causa del messaggio principale che sta dietro l'album anti-suicidio e che spinge i fan che si sentono suicidi a rivolgersi a persone vicine a loro e che cercano aiuto piuttosto che togliersi la vita.
Una leggera polemica scatenò durante il Warped Tour 2013, quando nel bel mezzo di un set Joel Birch chiamò il frontman dei Memphis May Fire, Matty Mullins , su presunti commenti sessisti che erano stati fatti alla presenza femminile al Warped. Il frontman proseguì con il suo sfogo parlando di provocazioni razziste che erano state fatte verso il batterista / percussionista di sostituzione della band per il tour, Chad Hasty.

## Formazione

### Formazione attuale
- Joel Birch – voce death (2004-presente)
- Jonny Reeves - voce pulita, basso (2025-presente)
- Dan Brown – chitarra (2013-presente)
- Joe Longobardi – batteria, percussioni (2018-presente)

### Ex componenti
- Ahren Stringer – voce melodica, basso, chitarra, tastiera, sintetizzatore (2003-2025)

- Garth Buchanan – basso (2003-2007)
- Lachlan Faulkner – batteria, percussioni (2003-2007)
- Troels Thomasen – batteria, percussioni (2007-2008)
- Chris Burt – basso (2007), chitarra (2007-2009)
- Clint Owen Ellis – chitarra (2009-2011)
- Trad Nathan – tastiera, sintetizzatore (2006-2011)
- Imran Siddiqi – chitarra (2011–2012)
- Troy Brady – chitarra (2003-2011, 2011-2014)
- Ryan Burt – batteria, percussioni (2008-2018)

### Turnisti
- Kyle Yocum – voce e chitarra (2015-17)
- Casey McHale – batteria, percussioni (2016-18)
- Troy Wright – batteria, percussioni (2017-18)
- Joseph Arrington – batteria, percussioni (2018)

## Discografia

### Album in studio
- 2008 – Severed Ties
- 2010 – Youngbloods
- 2012 – Chasing Ghosts
- 2014 – Let the Ocean Take Me
- 2016 – This Could Be Heartbreak
- 2018 – Misery
- 2020 – Everyone Loves You... Once You Leave Them
- 2023 – Not Without My Ghosts

### Raccolte
- 2010 – Glory Days

### EP
- 2003 – Early Demos
- 2005 – The Amity Affliction
- 2007 – High Hopes

### Split
- 2004 – State of Affairs (con Miles Away Tracks, Perish the Thought, Hi End Audio e Away from Now)

## Side project
Il cantante Joel Birch canta anche nella band hardcore di nome The Author .
Il bassista e vocalist pulito Ahren Stringer e l'ex tastierista Trad Nathan hanno avuto un breve progetto di stile electro/techno chiamato Lovecats. Hanno anche un gruppo hip hop chiamato Royal Family insieme alla fidanzata di Stringer "Lady KC". Stringer è anche apparso sul singolo Youngbloods del rapper australiano Illy.
Gli ex componenti
L'ex membro Trad Nathan è in una band chiamata Swear Words.
L'ex membro Christopher Burt, che lasciò la band a causa di differenze musicali, sebbene fosse ancora in contatto con gli altri membri, suona la chitarra e canta nella band di Brisbane chiamata SENSaii .
Clint Splattering lasciò la band nel 2011, tornando alla sua band originale The Getaway Plan.